# Ignacy Cieplak
Ignacy Cieplak (ur. 24 maja 1904, zm. 13 października 1991) – porucznik kawalerii Wojska Polskiego II RP.
W 1932 ukończył Szkołę Podchorążych dla Podoficerów w Bydgoszczy. 7 sierpnia 1932 Prezydent RP Ignacy Mościcki mianował go podporucznikiem ze starszeństwem z dniem 15 sierpnia 1932 i 2. lokatą w korpusie oficerów kawalerii, a generał dywizji Kazimierz Fabrycy w zastępstwie Ministra Spraw Wojskowych przydzielił do 13 pułku ułanów wileńskich w Nowej Wilejce i z dniem 1 września tego roku wyznaczył na stanowisko dowódcy plutonu. 1 marca 1935 awansował na porucznika ze starszeństwem z dniem 1 stycznia 1935 i 19. lokatą w korpusie oficerów kawalerii.
W listopadzie 1938 rozpoczął naukę w Wyższej Szkole Wojennej w Warszawie pod kierunkiem pułkownika dyplomowanego Mariana Porwita (XIX promocja 1938–1940). Wybuch wojny uniemożliwił mu zakończenie rozpoczętych studiów.
W kampanii wrześniowej 1939 walczył w sztabie Suwalskiej Brygady Kawalerii pełniąc funkcję oficera informacyjnego, a następnie oficera sztabu Zgrupowania Kawalerii generała brygady Podhorskiego i dowództwa Dywizji Kawalerii „Zaza”. Uczestniczył w bitwie pod Kockiem. Po kapitulacji przebywał w niemieckiej niewoli, między innymi w Oflagu II C Woldenberg. W styczniu 1947 w Miesięczniku Wojskowym „Bellona” został opublikowany artykuł jego autorstwa zatytułowany „Bitwa pod Stalingradem”. Za kampanię wrześniową został odznaczony Krzyżem Srebrnym Orderu Virtuti Militari. Pochowany na Cmentarzu Wojskowym na Powązkach w Warszawie (kwatera BII-6-6).

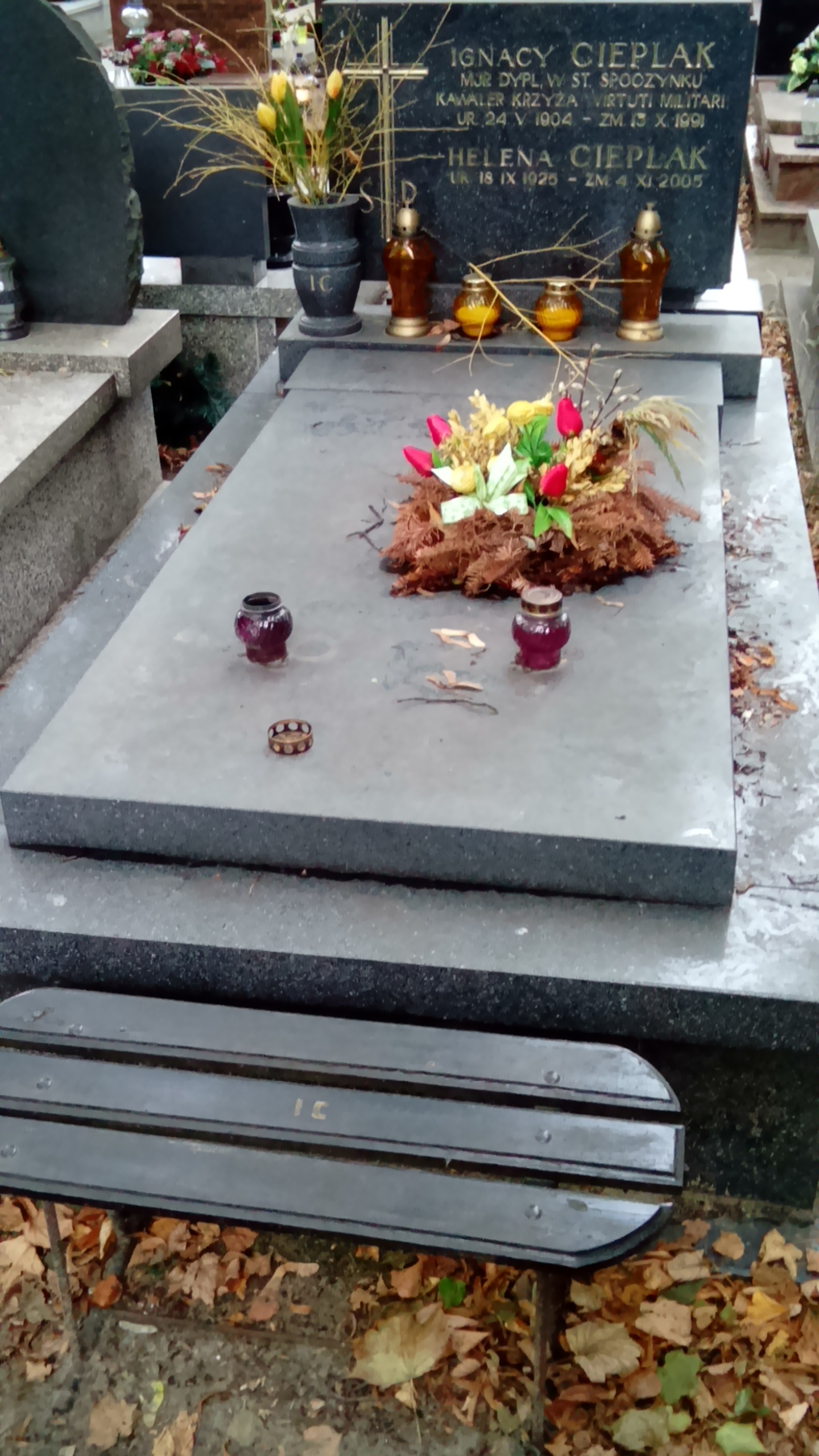
Grób Ignacego Cieplaka na Cmentarzu Wojskowym na Powązkach